# Provinciale weg 240
De provinciale weg 240 (N240) begint ten noorden van Westerland bij de aansluiting op de N99 met hectometerpaal 0,2 en eindigt bij de aansluiting op de N307 met hectometerpaaltje 31,4 ten zuiden van Zwaagdijk-Oost. De N240 is geen weg die van het begin tot eind gevolgd kan worden zonder af te slaan. Deze constructie heet in het Engels een TOTSO.
De N240 loopt langs
- Slootdorp
- Wieringerwerf
- Medemblik
- Wervershoof

## Naamgeving
Tussen Wieringerwerf en Medemblik heet de weg "Medemblikkerweg". Binnen de bebouwde kom van Medemblik heet de weg achtereenvolgens "Westerdijk" en "Westerzeedijk". De Westerzeedijk kruist vlak buiten Medemblik de Markerwaardweg, waarbij de N240 de Markerwaardweg volgt en de Westerzeedijk als N239 verder gaat richting Opperdoes. Tussen Medemblik en de aansluiting met de N307 (voorheen N302) heet de weg Markerwaardweg.

## Geschiedenis
Tot 2009 had de weg op een ander punt een aansluiting op de N99. Die lag namelijk 200 meter ten oosten van de huidige aansluiting. Dit was een normale kruising met aan de noordzijde van de kruising de weg naar Hippolytushoef. Toen begon de weg ook met hectometerpaaltje 0,0. Sinds 2009 is er een rotonde aangelegd voor de aansluiting met de N99. Hierdoor is de weg 200 meter korter geworden. Bij de realisatie van de N307 tussen Zwaagdijk-Oost en Enkhuizen is de oude kruising met de Drechterlandseweg blijven bestaan, hoewel de Drechterlandseweg nu het nummer N505 heeft en is een nieuwe, half-ongelijkvloerse kruising aangelegd met de N307, waardoor de Markerwaardweg nu eindigt met hectometerpaaltje 31,8.

## Afbeeldingen

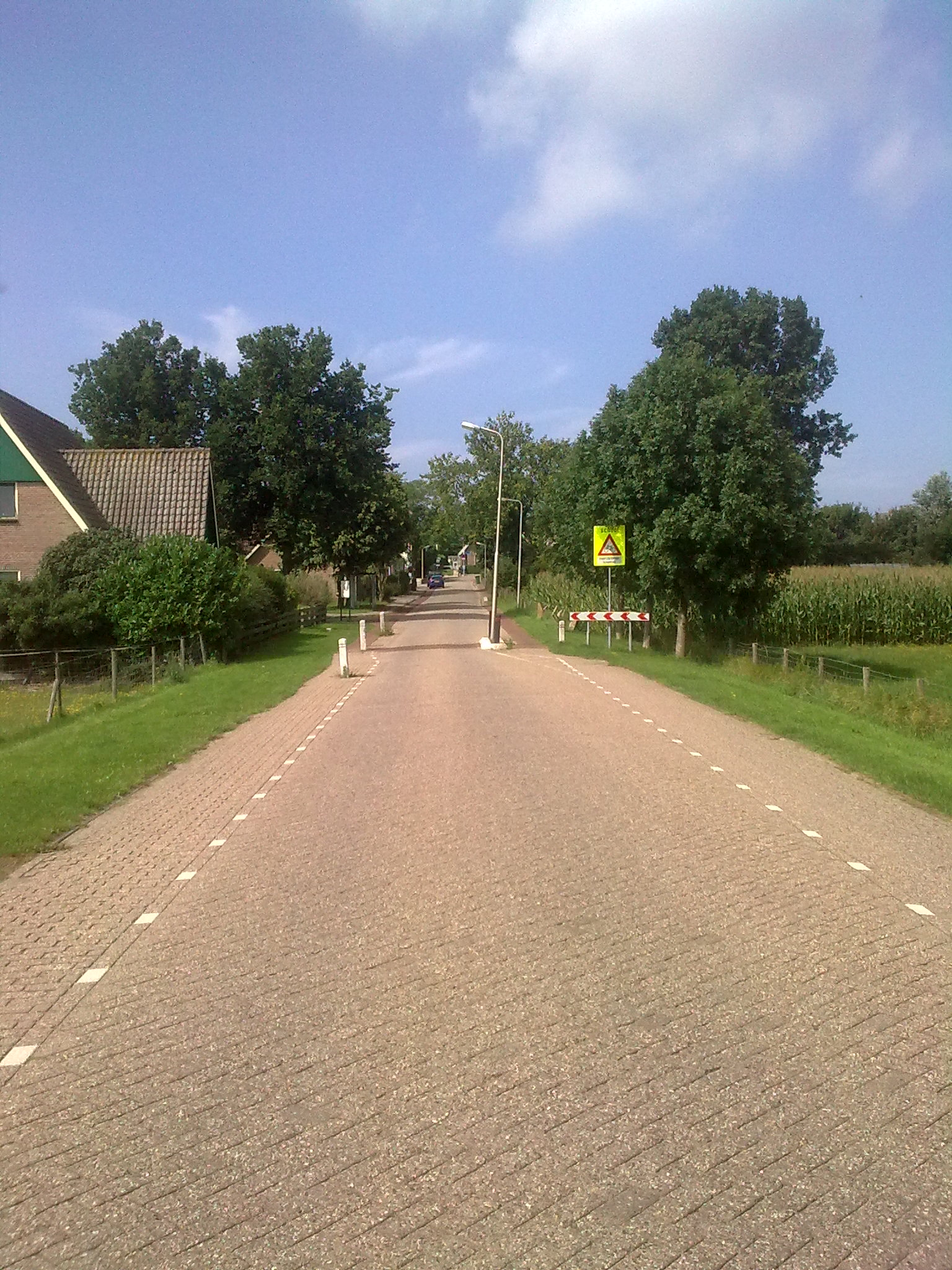
De N240 in Westerland is een lokale weg met een maximumsnelheid van 30 kilometer per uur.

N23 · N194 · N196 · N197 · N198 · N199 · N200 · N201 · N202 · N203 · N204 · N205 · N206 · N207 · N208 · N209 · N210 · N211 · N212 · N213 · N214 · N215 · N216 · N217 · N218 · N219 · N220 · N221 · N222 · N223 · N224 · N225 · N226 · N227 · N228 · N229 · N230 · N231 · N232 · N233 · N234 · N235 · N236 · N237 · N238 · N239 · N240 · N241 · N242 · N243 · N244 · N245 · N246 · N247 · N248 · N249 · N250 · N307

N401 · N402 · N403 · N404 · N405 · N406 · N407 · N408 · N409 · N410 · N411 · N412 · N413 · N414 · N415 · N416 · N417 · N418 · N419 · N420 · N421 · N439 · N440 · N441 · N442 · N443 · N444 · N445 · N446 · N447 · N448 · N449 · N450 · N451 · N452 · N453 · N454 · N455 · N456 · N457 · N458 · N459 · N460 · N461 · N462 · N463 · N464 · N465 · N466 · N467 · N468 · N469 · N470 · N471 · N472 · N473 · N474 · N475 · N476 · N477 · N478 · N479 · N480 · N481 · N482 · N483 · N484 · N487 · N488 · N489 · N490 · N491 · N492 · N493 · N494 · N495 · N496 · N497 · N498 · N501 · N502 · N503 · N504 · N505 · N505 (Andijk) · N506 · N507 · N508 · N509 · N510 · N511 · N512 · N513 · N514 · N515 · N516 · N517 · N518 · N519 · N520 · N521 · N522 · N523 · N524 · N525 · N526 · N527 · N806 · N830 · N848

Cursief vermelde wegen zijn voormalige Provinciale wegen